# 塞特福德鎮區 (密歇根州)
塞特福德鎮區（英語：Thetford Township）是位於美國密歇根州傑納西縣的一個行政鎮區。

## 地方資料
塞特福德鎮區的面積為89.77平方千米，當中陸地面積為89.51平方千米，而水域面積為0.26平方千米。根據2020年美國人口普查的數據，當地共有人口6640人，而人口密度為每平方千米73.97人。